# Championnat du Togo de football 2001
Navigation
Saison suivante
Le championnat du Togo de football 2001 est la quarante-deuxième édition du Championnat National. Elle oppose les seize meilleurs clubs du Togo, répartis en deux poules. Les trois premiers de chaque groupe disputent la phase finale pour le titre tandis que le dernier est relégué en deuxième division.
C’est le club du Dynamic Togolais qui est sacré cette saison après avoir terminé en tête du classement avec un seul point d'avance sur Maranatha FC. C'est le quatrième titre de champion du Togo de l'histoire du club, qui réalise même le doublé en s’imposant en finale de la Coupe du Togo face à Sara Sport FC.

## Les clubs participants
| - Maranatha FC - Gomido Kpalimé - CO Modèle Lomé - ASKO Kara - OC Agaza - Doumbé FC - Sara Sport FC - Dzahini FC - Promu de D2 | - AC Semassi - Dynamic Togolais - Étoile Filante de Lomé - AS Douanes Lomé - Promu de D2 - Gbohloé Su FC - Togo Telecom FC - Abou Ossé FC - FC La Semeuse |

## Compétition
Le barème utilisé pour établir les classements est le suivant :
- Victoire : 3 points
- Match nul : 1 point
- Défaite, forfait ou abandon : 0 point

### Première phase
| Rang | Équipe          | Pts | J  | G | N | P | Bp | Bc | Diff |
| ---- | --------------- | --- | -- | - | - | - | -- | -- | ---- |
| 1    | AS Douanes Lomé | 28  | 14 | 8 | 4 | 2 |    |    |      |
| 2    | Gomido Kpalimé  | 25  | 14 | 7 | 4 | 3 |    |    |      |
| 3    | OC Agaza        | 21  | 14 | 5 | 6 | 3 |    |    |      |
| 4    | FC La Semeuse   | 21  | 14 | 7 | 0 | 7 |    |    |      |
| 5    | AC Semassi      | 16  | 14 | 3 | 7 | 4 |    |    |      |
| 6    | Sara Sport FC   | 15  | 14 | 3 | 6 | 5 |    |    |      |
| 7    | CO Modèle Lomé  | 13  | 14 | 2 | 7 | 5 |    |    |      |
| 8    | Gbohloé Su FC   | 10  | 14 | 2 | 4 | 8 |    |    |      |

| Rang | Équipe                 | Pts | J  | G | N | P  | Bp | Bc | Diff |
| ---- | ---------------------- | --- | -- | - | - | -- | -- | -- | ---- |
| 1    | Maranatha FC           | 31  | 14 | 9 | 4 | 1  |    |    |      |
| 2    | Dynamic Togolais       | 30  | 14 | 9 | 3 | 2  |    |    |      |
| 3    | ASKO Kara              | 24  | 14 | 6 | 6 | 2  |    |    |      |
| 4    | Togo Telecom FC        | 22  | 14 | 6 | 4 | 4  |    |    |      |
| 5    | Étoile Filante de Lomé | 18  | 14 | 5 | 3 | 6  |    |    |      |
| 6    | Doumbé FC              | 15  | 14 | 4 | 3 | 7  |    |    |      |
| 7    | Abou Ossé FC           | 11  | 14 | 2 | 5 | 7  |    |    |      |
| 8    | Dzahini FC             | 2   | 14 | 0 | 2 | 12 |    |    |      |

### Seconde phase
| Rang | Équipe           | Pts | J  | G | N | P | Bp | Bc | Diff |
| ---- | ---------------- | --- | -- | - | - | - | -- | -- | ---- |
| 1    | Dynamic Togolais | 17  | 10 | 4 | 5 | 1 | 10 | 5  | +5   |
| 2    | Maranatha FC     | 16  | 10 | 4 | 4 | 2 | 14 | 9  | +5   |
| 3    | ASKO Kara        | 14  | 10 | 3 | 5 | 2 | 12 | 9  | +3   |
| 4    | OC Agaza         | 14  | 10 | 3 | 5 | 2 | 12 | 12 | 0    |
| 5    | Gomido Kpalimé   | 9   | 10 | 2 | 3 | 5 | 10 | 15 | -5   |
| 6    | AS Douanes Lomé  | 7   | 10 | 1 | 4 | 5 | 7  | 15 | -8   |

|  | Qualifié pour la Ligue des champions de la CAF 2002 |
|  | Qualifié pour la Coupe de la CAF 2002               |

## Bilan de la saison
| Championnat du Togo de football 2001                     |                             |
| Champion                                                 | Dynamic Togolais (4e titre) |
| Coupes et trophées                                       |                             |
| Vainqueur de la Coupe du Togo 2001                       | Dynamic Togolais            |
| Qualifications continentales                             |                             |
| Ligue des champions de la CAF 2002                       | Dynamic Togolais            |
| Coupe d'Afrique des vainqueurs de coupe de football 2002 | Sara Sport FC               |
| Coupe de la CAF 2002                                     | Maranatha FC                |
| Promotions et relégations                                |                             |
| Promus en Championnat National                           | Kakadlé FC                  |
| Promus en Championnat National                           | AC Merlan                   |
| Relégués en Deuxième division                            | Gbohloé Su FC               |
| Relégués en Deuxième division                            | Dzahini FC                  |